# Lysimachia inaperta
Lysimachia inaperta là một loài thực vật có hoa trong họ Anh thảo. Loài này được C.M. Hu & F.N. Wei mô tả khoa học đầu tiên năm 1979.